# Mormodes warscewiczii
Mormodes warscewiczii là một loài thực vật có hoa trong họ Lan. Loài này được Klotzsch mô tả khoa học đầu tiên năm 1854.